# Dalmau
Dalmau là một thị xã và là một nagar panchayat của quận Rae Bareli thuộc bang Uttar Pradesh, Ấn Độ.

## Địa lý
Dalmau có vị trí 26°04′B 81°02′Đ / 26,07°B 81,03°Đ Nó có độ cao trung bình là 115 mét (377 feet).

## Nhân khẩu
Theo điều tra dân số năm 2001 của Ấn Độ, Dalmau có dân số 8968 người. Phái nam chiếm 52% tổng số dân và phái nữ chiếm 48%. Dalmau có tỷ lệ 63% biết đọc biết viết, cao hơn tỷ lệ trung bình toàn quốc là 59,5%: tỷ lệ cho phái nam là 72%, và tỷ lệ cho phái nữ là 53%. Tại Dalmau, 14% dân số nhỏ hơn 6 tuổi.